# 正明寺
正明寺（しょうみょうじ）は、兵庫県姫路市五軒邸にある天台宗の寺院。山号は姫路山。

## 概要
境内には兵庫県指定文化財の板碑（貞和2年（1346年）造立）がある。これは姫山の土中に埋もれていたものを明治9年（1876年）に発掘し移設したもの。周辺は寺町で本領寺、妙善寺、妙国寺、法華寺、円光寺、妙立寺、大法寺などの寺院が立ち並ぶ。

## 歴史
康治2年（1143年）、正覚坊道邃がに姫山に開創し姫道山と号した。建長元年（1249年）に後嵯峨上皇が勅願寺とした。正平元年（1346年）に赤松貞範が姫山に築城のため城下に移転、永禄年間（1558年 - 1570年）に黒田職隆が築城のため再び青見川の付近に移転、慶長13年（1608年）の池田輝政による姫路城築城の際、更に上寺町（現在の五軒邸）に移転して寺号も現在の姫路山正明寺に改めた。昭和20年（1945年）7月4日には姫路大空襲で焼失した。現在の本堂、庫裡、山門等は空襲後に再建されたもの。

## 関連資料
- 『『生野道』をたずねて』姫路市教育委員会文化財課（2017年）
- 姫路市編『姫路誌』姫路市（1912年）
- 姫路市編『姫路市史』姫路市